# District de Jinfeng
Le district de Jinfeng (chinois simplifié : 金凤区 ; pinyin : Jīnfèng qū) est un district urbain de la ville-préfecture de Yinchuan, capitale de la région autonome du Ningxia en Chine.

## Transports
On y trouve la gare de Yinchuan.

## Géographie

### Subdivisions administratives
Le district (ou arrondissement) de Jinfeng, comporte cinq communautés de quartier (街道办事处 et deux bourgs :
- Communauté de quartier de Mangchenbei (满城北街街道)
- Communauté de quartier de Huanghe Donglu (黄河东路街道)
- Communauté de quartier de Changcheng Zhonglu (长城中路街道)
- Communauté de quartier de Beijing Zhonglu (北京中路街道) population : 32 964
- Communauté de quartier de Shanghai Xilu (上海西路街道)
- Bourg de Langtian (良田镇)
- Bourg de Fengdeng (丰登镇)